# Enoggera sulcata
Enoggera sulcata är en stekelart som beskrevs av Naumann 1991. Enoggera sulcata ingår i släktet Enoggera och familjen puppglanssteklar. Inga underarter finns listade i Catalogue of Life.